# Крістоф-Георг фон Цігенгорн
Крі́стоф-Гео́рг фон Ці́генгорн (нім. Christoph Georg Ziegenhorn; 9 вересня 1714 — 20 грудня 1783) — курляндський і прусський державний діяч, правник, дипломат, історик. Представник німецького роду Цігенгорнів. Народився у Мітаві, Курляндія. Син курляндського адвоката Крістофа-Антонія Цігенгорна. Випускник Єнського університету (1734). Адвокат Мітавського надвірного суду (1735—1759). Супроводжував Вільгельма-Александра фон Гейклінга до Варшави (1754), був радником при дворі польського короля і саксонського курфюрста Августа III (1754). Працював в уряді курляндського герцога Карла-Крістіана Саксонського: подорожував разом із ним до Санкт-Петербургу і Варшави (1759), був його урядовим радником (1759—1764). Через конфлікт із курляндським лицарством емігрував до Берліна, де поступив на службу до прусського короля Фрідріха II Великого (1764). Відновив шляхетство, став членом прусського лицарства (1764). Працював у Кенігсберзькому апеляційному суді радником і суддею (з 1772). Автор хрестоматії з історії курляндського права — «Державного права герцогств Курляндії і Семигалії» (1772). Помер у Кенігсберзі, Пруссія.

## Імена
- Крі́стоф-Гео́рг Ці́генгорн (нім. Christoph Georg Ziegenhorn) — повне німецьке ім'я[1].
- Крі́стоф-Ге́орг фон Ці́генгорн (нім. Christoph Georg von Ziegenhorn) — ім'я після відновлення нобілітації у Пруссії в 1764 році[1].

## Біографія

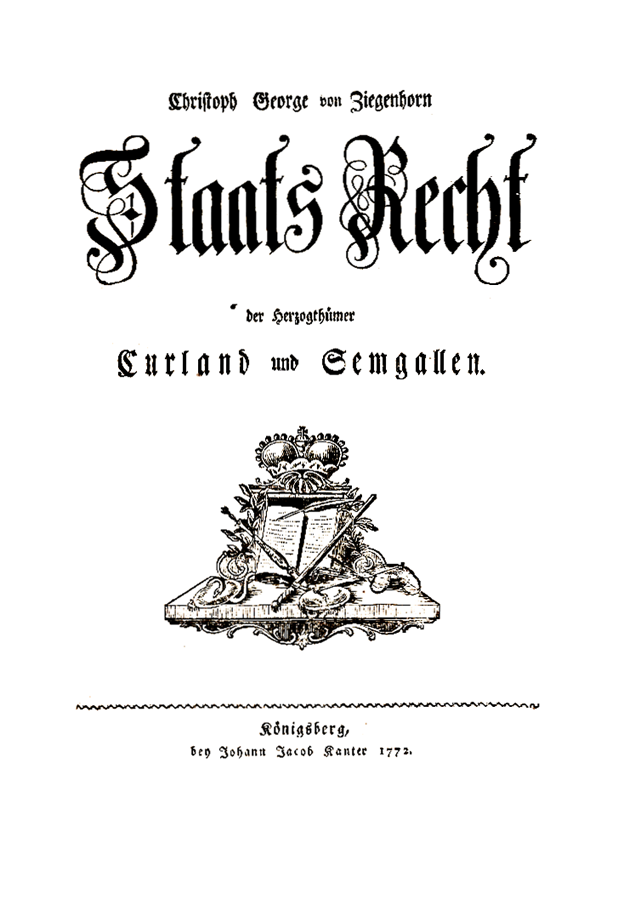
Державне право Курляндії і Семигалії (1772).

Крістоф-Георг фон Цігенгорн народився 9 вересня 1714 року в Мітаві, Курляндія. Він був сином адвоката Мітавського надвірного суду Крістофа-Антонія Цігенгорна, уродженця Айслебена, й Анни-Крістіни Тоттін.
У 1732—1734 роках Цігенгорн вивчав правознавство у Єнському університеті. Там він захистив дисертацію, присвячену історії римського права, і був співзасновником Латинського товариства.
Після повернення до Курляндії в 1735 році Цігенгорн працював адвокатом у Мітавському надвірному суді. Він також виконував різні дипломатичні доручення, зокрема, 1754 року супроводжував курляндського посла Вільгельма-Александра фон Гейклінга до Варшави. Того ж року Цігенгорн став радником при польському і саксонському дворі Августа III.
5 травня 1741 року Цігенгорн одружився із Анною-Марією Рек.
1759 року Цігенгорн входив до делегації супроводу курляндського герцога Карла-Крістіана Саксонського, сина Августа III, який подорожував до Санкт-Петербургу і Варшави. Того ж року він став урядовим радником (нім. Regierungsrat) й займав цю посаду до кінця каденції герцога Карла-Крістіана.
1764 року Цігенгорн розсварився із чільними представниками курляндського лицарства, які позбавили його членства у своїй шляхетній корпорації, й виїхав до Берліна. Там він поступив на службу до прусського короля Фрідріха II Великого. Того ж року прусський уряд відновив шляхетські права Цігенгорна, зареєструвавши його у матрикулі прусського лицарства і затвердивши його герб — срібного козла на червоному щиті. 
На прусській службі Цігенгорн займав чини таємного юстиц-рата і трибунал-рата у Кенігсберзькому апеляційному суді. Пізніше він був старшим Шляхетської страхової компанії і суддею з 1772 року.
У Пруссії Цігенгорн упорядкував дві важливі роботи — збірники джерел, присвячені історії права в Курляндії: «Державне право герцогств Курляндії і Семигалії» (Кенгісберг, 1772) і «Додатки до курляндського державного права» (Франкфурт, 1776).  
Крістоф-Георг Цігенгорн помер 20 грудня 1783 року в Кенігсберзі, Пруссія.

## Праці
- Ziegenhornius, Christophorus Georgius. Iuris civilis Romani de possessione et iuribus ex ea enatis eive concessis doctrina. Ienae, 1734.
- Ziegenhorn, Christoph Georg von. Staatsrecht der Herzogthümer Curland und Semgallen. Königsberg: Johann Jacob Kanter, 1772.  [Архівовано 11 листопада 2020 у Wayback Machine.]  (перевидання: 1973).
- Ziegenhorn, Christoph Georg von. Zusätze zum curlaendischen Staats-Recht. Frankfurt, 1776.

## Сім'я
- Батько: Крістоф-Антоній Цігенгорн (?—?), із Айслебена, адвокат Вищого придворного суду[1].
- Матір: Анна-Крістіна Тоттін (?—?)[1]
- Дружина (з 1741): Анна-Марія Рек (?—?)[1]